# Werner Wolf
Werner Gerhard Christopher Wolf, född 8 november 1906 i Heidelberg, död 23 juli 1967 i Åbo, var en tysk filolog.
Wolf avlade doktorsexamen i Heidelberg 1928 och var 1931–1934 lektor i svenska samt 1934–1936 docent i germansk filologi vid universitetet i Heidelberg. Han var 1938–1943 tillförordnad professor i germansk filologi vid Åbo Akademi och ordinarie professor 1943–1967.
Wolf var en mångsidig forskare, folklorist, skönlitterär författare och översättare. Hans livsverk var en textkritisk utgåva av Albrecht von Scharfenbergs Der jüngere Titurel. Vid hans död hade omkring en tredjedel av verket utgetts i serien Deutsche Texte des Mittelalters. Efterträdaren Kurt Nyholm fortsatte utgivningen som slutfördes på 1990-talet.